# خوان مانوئل بوردیو
خوان مانوئل بوردیو (اسپانیایی: Juan Manuel Bordeu‎؛ زادهٔ ۲۸ ژانویهٔ ۱۹۳۴ در بالکارسه، بوئنوس آیرس، درگذشتهٔ ۲۴ نوامبر ۱۹۹۰ در بوئنوس آیرس) رانندهٔ مسابقات اتومبیل‌رانی فرمول یک اهل آرژانتین بود که در فصل ۱۹۶۱ در مجموع در یک گراند پری شرکت کرد، اما موفق به کسب هیچ امتیازی نشد.
بوردیو در ۲۴ نوامبر ۱۹۹۰ در بوئنوس آیرس درگذشت.